# Formatie van Twente
De Formatie van Twente was een geologische formatie die vroeger werd onderscheiden door de Nederlandse Geologische Dienst. Tegenwoordig wordt de naam Formatie van Twente niet meer gebruikt. De betreffende afzettingen worden nu onderverdeeld in de Formatie van Boxtel.
De Formatie van Twente bestond uit zogenaamd dekzand en leem, door de wind afgezet in het Weichselien, een tijd dat de droogliggende Noordzee een poolwoestijn vormde. Omdat het om eolische mechanismen ging, werden ze afgezet in de vorm van langgerekte ruggen die zich in de toenmalige overheersende windrichting uitstrekken, dus van zuidwest naar noordoost.